# Лебедёвка (Саратовская область)
Лебедёвка — село в Краснокутском районе Саратовской области, административный центр сельского поселения Лебедёвское муниципальное образование.
Расположено в северно-западной части района на правом берегу реки Еруслан на расстоянии 14 км от районного центра — города Красный Кут вблизи автодороги Саратов — Александров Гай.
Население - 827 (2010)
В селе имеется средняя образовательная школа, дом культуры, отделение связи, АЗС.
Село является центром сельского округа, куда также входят сёла Розовка и Карпёнка.

## История
Основано в 1898 году. Согласно Списку населённых мест Самарской губернии 1910 года деревня Лебедевка относилась к Краснокутской волости, в ней проживали 443 мужчины и 350 женщин, русские и малороссы православного вероисповедания, имелись церковно-приходская школа и ветряная мельница.
После образования АССР немцев Поволжья - в составе Краснокутского кантона.
28 августа 1941 года был издан Указ Президиума ВС СССР о переселении немцев, проживающих в районах Поволжья. Немецкое население АССР немцев Поволжья было депортировано. После ликвидации АССР немцев Поволжья Лебедёвка, как и другие населённые пункты Краснокутского кантона, была включена в состав Саратовской области.

## Физико-географическая характеристика
Село расположено в Низком Заволжье, в пределах Сыртовой равнины, относящейся к Восточно-Европейской равнине, на правом берегу реки Еруслан, напротив села Ждановка, на высоте около 60 метров над уровнем моря. Выше по течению Еруслана расположено Лебедёвское водохранилище. В районе села распространены почвы каштановые солонцеватые и солончаковые.
По автомобильным дорогам расстояние до районного центра города Красный Кут — 21 км, до областного центра города Саратов — 110 км.
Климат
Климат умеренный континентальный (согласно классификации климатов Кёппена — Dfa). Среднегодовая температура воздуха положительная и составляет + 6,5 °C. Средняя температура января — 10,5 °С, июля + 23,0 °С. Многолетняя норма осадков — 412 мм, наименьшее количество осадков выпадает в марте (23 мм), наибольшее — в июне (44 мм).
Часовой пояс
Лебедёвка, как и вся Саратовская область, находится в часовой зоне МСК+1. Смещение применяемого времени относительно UTC составляет +4:00.

## Население
Динамика численности населения по годам:
| Годы      | 1910 | 2002 |
| --------- | ---- | ---- |
| Население | 793  | 935  |

| 2002 | 2010 |
| ---- | ---- |
| 935  | ↘827 |

Национальный состав
Согласно результатам переписи 2002 года русские составляли 73 % населения села.